# D903i
FOMA D903i（フォーマ・ディー きゅう まる さん アイ）は、三菱電機によって開発された、NTTドコモの第三世代携帯電話 (FOMA) 端末製品である。

## 概要
- D902iSに引き続き本体側面にあるボタンで開く「ワンプッシュオープン式」のスライド画面を採用し、フォルムとスピードセレクターも受け継いだ（ちなみに、卓上ホルダはD902iS（およびD702i）と共用可能である）。色、型番以外で見分けが付くのはワンプッシュオープンボタンの位置（D903iでは上端になっている）と、スライド面の傷を防ぐ細長い部分が裏に隠れすっきりしたことぐらいである。また厚みが1.7mmほど薄くなり重さも11gほど軽くなった。カメラ性能はAF対応CCD約320万画素（従来機種に搭載されていたスーパーCCDハニカムではない）。テレビ電話用のサブカメラはCMOS約10万画素。外部メモリーカードは新しくmicroSDカード（2GBまで・ドコモ発表）に対応した。Windows Media Audio形式の音楽ファイル再生に対応、またデジタル著作権管理 (Digital Rights Management) に対応している事により、Napster等の有料音楽配信サイトの利用も出来る。利用に関しては、別売りのUSBケーブル、Windows XP及びWindows Vista対応パソコン、Windows Media Player10以上、もしくはWinamp5以上が必要となる。2007年12月31日まで、Napsterを2週間無料で使えるキャンペーンを行っていた。他にFMラジオ、FMトランスミッターに対応している。

- FOMA 903i シリーズ共通の機能として、着うたフル、GPS、メガiアプリ、ICカードによる通信、3Gローミング (WORLD WING) に対応した。またICカードロックの解除方法として音声認識によるボイス認証を併用する事が可能。また、FMラジオ/デジタルオーディオプレーヤー/GPS/フルブラウザを音声で起動する事も可能。

- なお、メーカーは先代機種D902iよりさらにスリムになったボディをアピールするため、カタログやCMのキャッチコピーには『指先に、質感スリム。』を採用している。

| 主な対応サービス           | 主な対応サービス                    | 主な対応サービス         | 主な対応サービス                       |
| -------------------------- | ----------------------------------- | ------------------------ | -------------------------------------- |
| DCMX／おサイフケータイ     | うた・ホーダイ                      | 着うたフル／着うた       | デジタルオーディオプレーヤー(WMA)(AAC) |
| 直感ゲーム／メガiアプリ    | Music&Videoチャネル／ビデオクリップ | 3Gローミング             | プッシュトーク                         |
| FOMAハイスピード           | GPS／ケータイお探し                 | デコメール／デコメ絵文字 | iチャネル                              |
| 着もじ                     | テレビ電話／キャラ電                | 電話帳お預かりサービス   | フルブラウザ                           |
| おまかせロック／バイオ認証 | 外部メモリーへiモードコンテンツ移行 | トルカ                   | iC通信／iCお引越しサービス             |
| きせかえツール／マチキャラ | バーコードリーダ／名刺リーダ        | 2in1                     | エリアメール                           |

### プリインストールiアプリ
- NAVITIME for D903i
- Gガイド番組表リモコン
- DCMXクレジットアプリ
- ケータイクレジットiD
- FMラジオMusicサーチ
- 珍さん計画DXおこづかい帖プラス
- 珍さんの釣り物語
- 便利!多機能電卓
- iアニメっちゃメーラー superDX500
- デコメ絵文字ポケット

## 歴史
- 2006年8月17日 - 技術基準適合証明 (TELEC) 通過（認定番号:001XYAA1261）
- 2006年9月5日 - 電気通信端末機器審査協会 (JATE)通過（認定番号:A06-0368001）
- 2006年10月12日 -  D903i・D903iTV・F903i・F903iX HIGH-SPEED・N903i・N902iL・P903i・P903iTV・P903iX HIGH-SPEED・SH903i・SH903iTV・SO903i・SIMPURE L1・SIMPURE N1の開発が発表。
- 2006年11月14日 - 発売

## 不具合
- 2006年12月7日にD902iが使用している電池パックD06の一部ロットに不具合があり、交換用電池確保のために同じ電池パックを使用しているD903iも一時販売停止になった。→ウィキニュース 2007年1月27日に販売が再開されている。→ウィキニュース

2006年12月11日に以下の不具合の修正がソフトウェアの更新でなされた。
- F903i、D903iで撮影した画像を、サイズ変更などの画像編集を行わずに送信メールに添付した場合、その画像を添付したメールをFOMA「SH903i」で受信すると画像が表示されない
- 他の携帯電話からF903i、D903iへ空のグループフォルダが含まれる電話帳データを全件転送した後、グループフォルダの表示順序を入れ替えると全ての電話帳が開けなくなる
- HotmailからF903i、D903iへ画像ファイル付きメールを送信する際、画像ファイルの選択手順を「添付ファイル」ボタン⇒「画像」ボタンの順で選択して送信すると、メール取得に失敗し、メールがiモードセンターに保存された未受信の状態となり、メールの送受信および受信BOXの閲覧ができなくなる

2007年4月6日に以下の不具合の修正がソフトウェアの更新でなされた。
- メール作成画面で特定の操作を行った場合、文字入力予測機能の「予測変換候補」に登録された変換学習データがリセットされる

2008年6月23日に以下の不具合の修正がソフトウェアの更新でなされた。
- iアプリDX以外のiアプリ利用時に、GPSで測位した位置情報が通知できてしまう場合がある